# 増毛灯台
増毛灯台（ましけとうだい）とは、北海道増毛郡増毛町に建つ灯台である。北海道で13番目に古い灯台である。見晴らしがよく、増毛市街（増毛駅、増毛港）から留萌方面の海岸線までを一望できる。

## 歴史
- 1890年（明治23年）12月25日 - 初点灯[1][3]。白色四角形木造。
- 1946年（昭和21年）5月 - 火災で全焼。
- 1949年（昭和24年）3月 - コンクリート造で再建[4]。
- 1967年（昭和42年） - この年まで職員が泊まり込みで運用、以後無人化[5]。
- 1990年（平成2年） - 改修に合わせて赤帯塗装に変更[6]。

## 交通
- JR増毛駅から徒歩約5分